# Happy hardcore
El Happy hardcore és un estil de música electrònica que va néixer de la barreja de la màkina i el hardcore. Es caracteritza pel ritme ràpid, les melodies alegres que donen nom al gènere i acompanyaments cantats (quan n'hi ha) que imiten les cançons infantils, fins i tot en les veus agudes. Va sorgir a principis dels anys 90 en països anglosaxons i es va popularitzar a Alemanya i el Japó (on els cantants simulen ser personatges manga). És proper al gabber germànic que va tenir èxit a les festes rave de finals del segle XX.
Alguns DJ que creen happy hardcore són Scott Brown, Darren Styles, Blümchen o Brisk. Molts d'ells versionen cançons pops accelerades.